# 張申甫
張申甫（1467年—？），字汝翰，直隸蘇州府崑山縣人，民籍，明朝政治人物。

## 生平
弘治十七年（1504年）甲子科應天鄉試第六十八名舉人，正德三年（1508年）中式戊辰科會試第三百一十三名，三甲第九十三名進士。授大理寺評事，升太僕寺丞，十年（1515年）四月考察，以浮躁淺露，謫福建布政使司理問。

## 家族
曾祖張文裕；祖父張用禮，贈刑部郎中；父張种，州判。母折氏。永感下。兄張寅甫、張元甫、張安甫，弟張平甫。